# Griffinia liboniana
Griffinia liboniana là một loài thực vật có hoa trong họ Amaryllidaceae. Loài này được E.Morren mô tả khoa học đầu tiên năm 1845.